# 토르보사우루스
토르보사우루스(Torvosaurus)는 중생대 쥐라기 후기(약 1억 5,500만 년 전~1억 4,900만 년 전)에 서식한 육식공룡이다. 학명은 라틴어 "torvus"(영어:savage, 야만적인)와 그리스어(영어:lizard, 도마뱀)가 합쳐져 만들어졌다. 학명은 '야만적인 도마뱀'이라는 의미이다.화석은 미국과 포르투갈에서 각각 다른 종이 발견되었다. 미국에서 발견된 탄네리(T.tanneri) 종의 최대 몸길이는 9m에 최대 몸무게는 2t, 그리고 포르투갈에서 발견된 구르네이(T.gurneyi) 종의 최대 몸길이는 약 10~12m, 체중은 최대 5~6t 정도 되었을 것으로 추정된다.

## 생태
당시 다른 거대 육식공룡들과는 다르게 두개골의 구조가 강한 힘을 버틸 수 있게 설계되어, 티라노사우루스과 계열처럼 뼈까지 부숴버리는 형식으로 사냥감을 물어 사냥했을것으로 추측된다. 화석들이 공통적으로 강가 부근에서 발견되었으며, 이 부근의 최상위 포식자로 군림했을 것이다.

## 대중 매체
디스커버리의 다이노소어 레볼루션(공룡 혁명)에서 주인공 알로사우루스의 보금자리를 무력으로 빼앗고, 나중에 어린 수페르사우루스를 사냥하다 어미에게 밟혀 죽는다.